# Plan-de-Baix
Plan-de-Baix är en kommun i departementet Drôme i regionen Auvergne-Rhône-Alpes i sydöstra Frankrike. Kommunen ligger i kantonen Crest-Nord som tillhör arrondissementet Die. År 2022 hade Plan-de-Baix 164 invånare.

## Befolkningsutveckling
Antalet invånare i kommunen Plan-de-Baix
Referens:INSEE